# Oak Grove (Jackson County, Missouri)
Oak Grove is een plaats (city) in de Amerikaanse staat Missouri, en valt bestuurlijk gezien onder Jackson County en Lafayette County.

## Demografie
Bij de volkstelling in 2000 werd het aantal inwoners vastgesteld op 5535.
In 2006 is het aantal inwoners door het United States Census Bureau geschat op 6849, een stijging van 1314 (23,7%).

## Geografie
Volgens het United States Census Bureau beslaat de plaats een oppervlakte van
12,6 km², geheel bestaande uit land. Oak Grove ligt op ongeveer 242 m boven zeeniveau.

## Plaatsen in de nabije omgeving
De onderstaande figuur toont nabijgelegen plaatsen in een straal van 16 km rond Oak Grove.